# Puccinia distorta
Puccinia distorta är en svampart som beskrevs av Holw. 1905. Puccinia distorta ingår i släktet Puccinia och familjen Pucciniaceae.   Inga underarter finns listade i Catalogue of Life.